# Први доњи преткутњак
Први доњи преткутњак (лат. dens praemolaris primus inferior) је четврти зуб од медијалне линије у оба квадранта доњег денталног лука. У контакту је са доњим очњаком и другим преткутњаком, а оклудира са очњаком и првим премоларом из горње вилице. Овај зуб може се означити као транзитни зуб између очњака и молара са функционалног аспекта у ингестији. Он има веома слабо изражену и функционално неактивну лингвалну квржицу, па у мастикацији углавном учествује у кидању хране. Такође, он показује лингвални нагиб круне и маргиналних гребена, слично предњим зубима. Линвални нагиб круне доприноси континуитету облика доњег денталног лука и најизраженији је код овог зуба. Први доњи преткутњак показује правилан знак угла и лука и дистални нагиб корена.
У доњој вилици постоје два прва премолара, по један у сваком квадранту, а обележавају се на следећи начин:
- стални доњи десни први преткутњак – 44;
- стални доњи леви први преткутњак – 34.

## Круна
Круна зуба је ваљкастог облика и нагнута је орално, и то израженије него код доњег очњака. Круна није билатерално симетрична, пошто проксималне површине асиметрично конвергују према врату зуба и стапају се са одговарајућим профилима корена. Карактеристично за све премоларе је појава гризне (оклузалне) површине са квржично-гребенским и фисурним комплексом. Круна се описује из пет аспеката: букалног, лингвалног, два проксимална и оклузалног.

### Букални аспект
Са букалног аспекта круна има облик петоугаоника и конвексна је у оба правца, са висином контуре у мезиоцервикалној трећини. Добро изражена, висока и оштра букална квржица доминира овим профилом и од њеног врха полази добро изражен букални квржични гребен који се губи у испупчењу цервикалне трећине. То је заправо добро изражен средњи лобус ове површине, ограничен са мезиобукалном и дистобукалном развојном депресијом. Оне деле букалну површину на три вертикална лобуса, али су мезијални и дистални слабије изражени. Преклопне линије, за разлику од горњих премолара, су ретко присутне, а цервикална линија је релативно равна у мезио-дисталном правцу.
Са букалног аспекта, уочљиво је да се контактне зоне налазе у релативно истом нивоу (у оклузалним трећинама), што је јединствена карактеристика.

### Лингвални аспект
Лингвална површина круне је наглашено нижа и ужа од букалне, благо је испупчена и нагнута орално. Симетрично је конвексна, са висином контуре у оклузалној трећини. Са ове стране, због слабо развијене лингвалне квржице која личи на цингулум, зуб веома подсећа на суседни очњак. Цео обим букалног профила, као и већи део проксималних површина, је видљив са оралне стране. Осим тога може се видети и цело унутрашње оклузално поље, што је јединствено у класи премолара.
Једна од карактеристика првог доњег преткутњака је изражена мезиолингвална развојна бразда. На основу овога лако је разликовати мезијалну и дисталну страну зуба.
Цервикална линија је конвексна у апикалном смеру.

### Проксимални аспект
Са проксималног аспекта круна има облик ромбоида. Букални профил је конвексан са висином контуре у цервикалној трећини круне и нагнут је орално. Лингвални профил је краћи и има максимум конвекситета на споју средње и оклузалне трећине. Доњи први премолар је једини бочни зуб чија је оклузална површина нагнута лингвално, што се јасно види са овог аспекта.
Мезијални и дистални маргинални гребени су паралелни и нагнути под углом од 45º. Једина разлика је присуство мезиолингвалне бразде која раздаваја мезијални маргинални гребен и гребен лингвалне квржице. Контактне зоне се налазе у оклузалној трећини, с тим што је дистална зона нешто пространија.
Цервикална линија је благо конвексна према гризној површини или равна.

### Оклузални аспект
Оклузална површина је округлог облика и има лингвални нагиб, због разлике у висини квржица.

#### Спољашње оклузално поље
Контура спољашњег оклузалног поља је ромбоидног облика и његове границе чине контуре букалног и оралног профила и контактне зоне на проксималним површинама. Букални профил је у виду обрнутог латиничног слова „V“, а лингвални профил је конвексан и не показује лобусе и развојне депресије.

#### Унутрашње оклузално поље
Унутрашње оклузално поље има облик троугла, са базом коју чини букални профил и врхом коју чини апекс лингвалне квржице. Мезијална и дистална страна конвергују орално и чине бочне странице троугла. Најизраженије обележје унутрашњег оклузалног поља је букална квржица. Она је шира, виша и оштрија од лингвалне. Од врха квржице полазе четири гребена: букални (који се пружа у спољашње оклузално поље, према букалној површини), палатинални или орални (који се пружа ка централној бразди, а назива се и триангуларни) и мезијални и дистални квржични гребен (који се пружају ка одговарајућим маргиналним гребенима). Букална квржица има и четири функционалне косе површине: мезиобукална, дистобукална, мезиолингвална и дистолингвална. Лингвална квржица је скоро упола мања и нефункционална. На овој квржици такође се налазе слични детаљи као на букалној, а називи су им у складу са њиховим правцем пружања.
Проксимални гребени чине бочне границе унутрашњег оклузалног поља и мезијални гребен је краћи од дисталног и прекинут је браздом.
Главни део фисурног комплекса чини централна развојна бразда (лат. fissura centralis) која се пружа мезио-дистално и проксимално се улива у триангуларне јаме. У дубини сваке јаме налази се јамица (лат. fossula mesialis et distalis) из које извиру букална и лингвална бразда и пружају се ка теменима одговарајућих углова. Из мезијалне триангуларне јаме полази и бразда која пресеца маргинални гребен .

## Врат
Врат зуба (лат. collum dentis) се налази у пределу глеђно-цементног споја. Букално и орално је конвексан према корену, на мезијалној страни је благо конвексан према гризној површини, а дистално је скоро водораван.

## Корен
Корен зуба (лат. radix dentis) је једнокрак и нагнут дистално. На попречном пресеку је овалан. Понекад се на проксималним површина корена срећу лонгитудиналне депресије (жлебови), од којих је мезијална обично израженија.

## Димензије
| Први доњи преткутњак  |                         |              |               |                    |
| Мезио-дистална ширина | Вестибуло-орална ширина | Висина круне | Дужина корена | Укупна дужина зуба |
| 7,0 mm                  | 7,5 mm                    | 8,5 mm         | 14,0 mm         | 22,5               |

## Развој зуба
| Почетак калцификације | Комплетно формирана круна | Ницање (ерупција) | Завршен раст корена |
| --------------------- | ------------------------- | ----------------- | ------------------- |
| 13/4 - 2 године       | 5 - 6 година              | 11 - 12 година    | 12 - 13 година      |

## Варијације
Зуб показује честе и бројне варијације које се односе на:
- број и положај лингвалних квржица,
- континуитет и израженост трансверзалног гребена,
- број лингвалних бразди и
- број коренова.